# Serie B2 2024-2025 (pallavolo)
La Serie B2 2024-2025 si è svolta dal 12 ottobre 2024 al 7 giugno 2025: al torneo hanno partecipato centrotrentanove squadre di club italiane.

## Regolamento

### Formula
Le squadre, divise in dieci gironi da 13, 14 o 15 squadre ciascuno, hanno disputato un girone all'italiana, con gare di andata e ritorno; al termine della regular season:
- le squadre prime classificate di ciascun girone sono state promosse in Serie B1;
- le squadre seconde e terze classificate hanno acceduto ai play-off promozione;
- le squadre classificate al decimo ed undicesimo posto di ogni girone (undicesimo e dodicesimo per i gironi a 15 squadre), nel caso di distacco non superiore ai due punti, hanno acceduto ai play-out retrocessione con gare di andata e ritorno ed eventuale set di spareggio; nel caso di maggior distacco la squadra peggio classificata è retrocessa in Serie C;
- le squadre classificate agli ultimi tre posti nei gironi da 14 o 15 squadre e le ultime due classificate del girone a 13 squadre sono state retrocesse in Serie C.

Per i play-off promozione i gironi sono stati divisi in due rami: le squadre dei gironi A, B, C, D ed E sono state raggruppate nel ramo A, mentre quelle dei gironi F, G, H, I ed L nel ramo B. Per entrambi i rami la formula ha previsto:
- prima fase, in cui le squadre seconde classificate hanno disputato incontri di andata e ritorno, con eventuale golden set, contro una squadra terza classificata di un altro girone: le squadre vincenti hanno acceduto alla seconda fase;
- seconda fase, disputata con gare di andata e ritorno per le squadre provenienti da gironi A, B, I ed L, e con un girone all'italiana, con gare di solo andata, per le rimanenti squadre: le squadre vincenti gli incontri ad eliminazione diretta e le prime due classificate dei gironi hanno ottenuto la promozione in Serie B1[2].

### Criteri di classifica
Se il risultato finale è stato di 3-0 o 3-1 sono stati assegnati 3 punti alla squadra vincente e 0 a quella sconfitta, se il risultato finale è stato di 3-2 sono stati assegnati 2 punti alla squadra vincente e 1 a quella sconfitta.
L'ordine del posizionamento in classifica è stato definito in base a:
- Punti;
- Numero di partite vinte;
- Ratio dei set vinti/persi;
- Ratio dei punti realizzati/subiti.

## Squadre partecipanti

### Girone A
- AGIL II
- Alessandria
- Cagliero
- Chieri '76 II
- CUS Pavia
- CUS Torino
- Florens Vigevano
- L'Alba
- Lasalliano
- Lilliput
- Milano 66
- Team Volley
- UIV Pavia
- Viscontini

### Girone B
- Agrate
- Alfieri Cagliari
- Amatori Orago
- Arcobaleno Venegono
- Audax Quartucciu
- Bellusco
- Como
- Diavoli Rosa
- Garibaldi
- Gorla
- La Smeralda
- Lazzate
- Pro Victoria II
- Volleyteam Castellanza

### Girone C
- ATA Trento
- Basilisco
- Cerea
- Davis 2C 2003
- Juvolley
- Orgiano
- Peschiera
- Piadena
- San Martino (VR)
- Top Verona
- Torbole Casaglia
- Viadana
- Vobarno
- Zevio

### Girone D
- Bassano
- Blu Team
- Bluvolley Padova
- Chions Fiume
- Ezzelina Carinatese
- Fusion
- Insieme per Pordenone
- Laguna
- Noventa
- Rio
- Sangiorgina
- San Vito
- USMA Padova
- Virtus Trieste

### Girone E
- Academy Piacenza
- Alsenese
- Argentia
- Bergamo 1991 II
- Brembo
- Brescia
- Busnago
- Flero
- Galaxy
- Lurano
- Mandello
- New Adda
- Olginate
- River 2001

### Girone F
- Angels Project
- Arbor
- Blu Pesaro
- Centro Reggiano
- Cervia
- Filottrano
- Massa Lombarda
- Megavolley II
- Progresso
- San Damaso
- San Martino (RE)
- Soliera
- Team 80
- Torresi

### Girone G
- Albenga
- Albisola
- Arnopolis
- Carpe Diem
- Cecina
- Celle Varazze
- Chianti
- I'Giglio
- Ius Arezzo
- Liberi e Forti
- Normac
- Prato Project
- Rinascita Firenze
- Savino Del Bene II
- Valdarninsieme

### Girone H
- Assitec
- Fenice Roma
- Frascati
- Futura Terracina
- Grosseto
- Media Umbria
- Onda
- Pomezia
- Priverno
- Roma 7
- San Feliciano
- Trestina
- Trevi
- Volleyrò

### Girone I
- Ancis Villaricca
- Arabona
- Castellaneta
- Cerignola
- CUS L'Aquila
- Cutrofiano
- Dream 2011
- Effe Isernia
- Fenix Monopoli
- Leonessa Altamura
- Matese
- Pescara 3
- Salerno Guiscards
- World

### Girone L
- 1990 Gioiosa Jonica
- ALUS Mascalucia
- Callipo
- CUS Catania
- Eurialo Siracusa
- Fenice[3]
- Palermo
- Reghion
- San Lucido
- Saracena
- Terrasini
- Trevieffe
- Valley

## Torneo

### Play-off promozione

#### Ramo A (gironi A-B-C-D-E)

##### Prima fase

###### Tabellone
|  | Fase 1 |                        |   |     |  |
|  |        |                        |   |     |  |
|  | 2B     | Volleyteam Castellanza | 3 | 112 |  |
|  | 2B     | Volleyteam Castellanza | 3 | 112 |  |
|  | 3A     | Lasalliano             | 1 | 315 |  |

|  | Fase 1 |                 |   |   |  |
|  |        |                 |   |   |  |
|  | 2A     | CUS Torino      | 3 | 3 |  |
|  | 2A     | CUS Torino      | 3 | 3 |  |
|  | 3B     | Pro Victoria II | 0 | 1 |  |

|  | Fase 1 |         |   |   |  |
|  |        |         |   |   |  |
|  | 2E     | Brescia | 2 | 0 |  |
|  | 2E     | Brescia | 2 | 0 |  |
|  | 3C     | Cerea   | 3 | 3 |  |

|  | Fase 1 |                  |   |     |  |
|  |        |                  |   |     |  |
|  | 2C     | Torbole Casaglia | 0 | 315 |  |
|  | 2C     | Torbole Casaglia | 0 | 315 |  |
|  | 3D     | Blu Team         | 3 | 06  |  |

|  | Fase 1 |             |   |   |  |
|  |        |             |   |   |  |
|  | 2D     | USMA Padova | 0 | 2 |  |
|  | 2D     | USMA Padova | 0 | 2 |  |
|  | 3E     | Flero       | 3 | 3 |  |

###### Risultati
| Andata |                                     |     |                                  |
|        |                                     |     |                                  |
| 18-05  | Lasalliano - Volleyteam Castellanza | 1-3 | 22-25, 25-10, 20-25, 22-25       |
| 20-05  | Pro Victoria II - CUS Torino        | 0-3 | 22-25, 17-25, 17-25              |
| 17-05  | Cerea - Brescia                     | 3-2 | 19-25, 25-15, 21-25, 25-6, 15-13 |
| 17-05  | Blu Team - Torbole Casaglia         | 3-0 | 25-18, 25-15, 25-12              |
| 17-05  | Flero - USMA Padova                 | 3-0 | 25-23, 25-22, 25-17              |

| Ritorno |                                     |     |                                              |
|         |                                     |     |                                              |
| 20-05   | Volleyteam Castellanza - Lasalliano | 1-3 | 24-26, 24-26, 25-18, 12-25 golden set: 12-15 |
| 24-05   | CUS Torino - Pro Victoria II        | 3-1 | 14-25, 26-24, 25-20, 25-22                   |
| 21-05   | Brescia - Cerea                     | 0-3 | 24-26, 20-25, 18-25                          |
| 21-05   | Torbole Casaglia - Blu Team         | 3-0 | 25-18, 25-23, 25-21 golden set: 15-6         |
| 21-05   | USMA Padova - Flero                 | 2-3 | 23-25, 25-21, 19-25, 25-22, 8-15             |

##### Seconda fase

###### Gironi A e B
|  | Fase 2 |            |   |   |  |
|  |        |            |   |   |  |
|  | 2A     | CUS Torino | 3 | 3 |  |
|  | 2A     | CUS Torino | 3 | 3 |  |
|  | 3A     | Lasalliano | 1 | 0 |  |

| Andata |                         |     |                            |
|        |                         |     |                            |
| 31-05  | Lasalliano - CUS Torino | 1-3 | 21-25, 25-14, 21-25, 20-25 |

| Ritorno |                         |     |                     |
|         |                         |     |                     |
| 07-06   | CUS Torino - Lasalliano | 3-0 | 25-18, 25-21, 25-21 |

###### Gironi C, D ed E
| Prima giornata |                          |       |                            |
|                |                          |       |                            |
| Riposa:        | Cerea                    | Cerea | Cerea                      |
| 24-05          | Torbole Casaglia - Flero | 3-1   | 17-25, 25-22, 25-18, 25-19 |

| Seconda giornata |                  |                  |                            |
|                  |                  |                  |                            |
| Riposa:          | Torbole Casaglia | Torbole Casaglia | Torbole Casaglia           |
| 31-05            | Flero - Cerea    | 3-1              | 25-20, 23-25, 25-20, 25-21 |

| Terza giornata |                          |       |                            |
|                |                          |       |                            |
| Riposa:        | Flero                    | Flero | Flero                      |
| 07-06          | Cerea - Torbole Casaglia | 3-1   | 25-22, 25-21, 22-25, 25-18 |

| Pos. | Squadra          | Pt | G | V | P | SV | SP | Ratio | PF  | PS  | Ratio |
| ---- | ---------------- | -- | - | - | - | -- | -- | ----- | --- | --- | ----- |
| 1.   | Flero            | 3  | 2 | 1 | 1 | 4  | 4  | 1,000 | 182 | 178 | 1,022 |
| 2.   | Cerea            | 3  | 2 | 1 | 1 | 4  | 4  | 1,000 | 183 | 184 | 0,995 |
| 3.   | Torbole Casaglia | 3  | 2 | 1 | 1 | 4  | 4  | 1,000 | 178 | 181 | 0,983 |

      Promossa in Serie B1.

#### Ramo B (gironi F-G-H-I-L)

##### Prima fase

###### Tabellone
|  | Fase 1 |                 |   |   |  |
|  |        |                 |   |   |  |
|  | 2F     | Centro Reggiano | 1 | 3 |  |
|  | 2F     | Centro Reggiano | 1 | 3 |  |
|  | 3H     | Assitec         | 3 | 2 |  |

|  | Fase 1 |                |   |   |  |
|  |        |                |   |   |  |
|  | 2G     | Carpe Diem     | 2 | 2 |  |
|  | 2G     | Carpe Diem     | 2 | 2 |  |
|  | 3F     | Angels Project | 3 | 3 |  |

|  | Fase 1 |          |   |   |  |
|  |        |          |   |   |  |
|  | 2H     | Trestina | 3 | 3 |  |
|  | 2H     | Trestina | 3 | 3 |  |
|  | 3G     | Normac   | 1 | 0 |  |

|  | Fase 1 |                 |   |   |  |
|  |        |                 |   |   |  |
|  | 2I     | Cerignola       | 3 | 3 |  |
|  | 2I     | Cerignola       | 3 | 3 |  |
|  | 3L     | ALUS Mascalucia | 0 | 1 |  |

|  | Fase 1 |        |   |     |  |
|  |        |        |   |     |  |
|  | 2L     | Valley | 0 | 315 |  |
|  | 2L     | Valley | 0 | 315 |  |
|  | 3I     | Matese | 3 | 112 |  |

###### Risultati
| Andata |                             |     |                                   |
|        |                             |     |                                   |
| 17-05  | Assitec - Centro Reggiano   | 3-1 | 29-31, 25-20, 25-16, 25-21        |
| 17-05  | Angels Project - Carpe Diem | 3-2 | 19-25, 25-22, 21-25, 25-17, 15-10 |
| 18-05  | Normac - Trestina           | 1-3 | 25-23, 20-25, 24-26, 22-25        |
| 17-05  | ALUS Mascalucia - Cerignola | 0-3 | 18-25, 14-25, 15-25               |
| 17-05  | Matese - Valley             | 3-0 | 25-15, 27-25, 25-18               |

| Ritorno |                             |     |                                              |
|         |                             |     |                                              |
| 21-05   | Centro Reggiano - Assitec   | 3-2 | 28-30, 25-21, 17-25, 25-23, 15-8             |
| 21-05   | Carpe Diem - Angels Project | 2-3 | 25-10, 23-25, 20-25, 25-19, 13-15            |
| 21-05   | Trestina - Normac           | 3-0 | 25-20, 25-22, 25-22                          |
| 20-05   | Cerignola - ALUS Mascalucia | 3-1 | 25-16, 25-20, 23-25, 25-12                   |
| 21-05   | Valley - Matese             | 3-1 | 25-14, 19-25, 25-18, 25-18 golden set: 15-12 |

##### Seconda fase

###### Gironi F, G ed H
| Prima giornata |                          |          |                            |
|                |                          |          |                            |
| Riposa:        | Trestina                 | Trestina | Trestina                   |
| 25-05          | Assitec - Angels Project | 3-1      | 25-17, 25-14, 21-25, 25-21 |

| Seconda giornata |                           |         |                     |
|                  |                           |         |                     |
| Riposa:          | Assitec                   | Assitec | Assitec             |
| 31-05            | Angels Project - Trestina | 0-3     | 24-26, 21-25, 12-25 |

| Terza giornata |                    |                |                     |
|                |                    |                |                     |
| Riposa:        | Angels Project     | Angels Project | Angels Project      |
| 07-06          | Trestina - Assitec | 3-0            | 25-17, 25-23, 25-14 |

| Pos. | Squadra        | Pt | G | V | P | SV | SP | Ratio | PF  | PS  | Ratio |
| ---- | -------------- | -- | - | - | - | -- | -- | ----- | --- | --- | ----- |
| 1.   | Trestina       | 6  | 2 | 2 | 0 | 6  | 0  | MAX   | 151 | 111 | 1,360 |
| 2.   | Assitec        | 3  | 2 | 1 | 1 | 3  | 4  | 0,750 | 150 | 152 | 0,987 |
| 3.   | Angels Project | 0  | 2 | 0 | 2 | 1  | 6  | 0,167 | 134 | 172 | 0,779 |

      Promossa in Serie B1.

###### Gironi I e L
|  | Fase 2 |           |   |   |  |
|  |        |           |   |   |  |
|  | 2I     | Cerignola | 3 | 3 |  |
|  | 2I     | Cerignola | 3 | 3 |  |
|  | 2L     | Valley    | 1 | 1 |  |

| Andata |                    |     |                            |
|        |                    |     |                            |
| 24-05  | Valley - Cerignola | 1-3 | 22-25, 15-25, 25-22, 20-25 |

| Ritorno |                    |     |                            |
|         |                    |     |                            |
| 31-05   | Cerignola - Valley | 3-1 | 25-21, 25-11, 21-25, 25-14 |

### Play-out retrocessione

#### Tabellone
|  | Girone F |            |   |   |  |
|  |          |            |   |   |  |
|  | 10F      | Cervia     | 3 | 3 |  |
|  | 10F      | Cervia     | 3 | 3 |  |
|  | 11F      | Blu Pesaro | 1 | 0 |  |

|  | Girone H |          |   |   |  |
|  |          |          |   |   |  |
|  | 10H      | Grosseto | 1 | 1 |  |
|  | 10H      | Grosseto | 1 | 1 |  |
|  | 11H      | Roma 7   | 3 | 3 |  |

#### Risultati
| Andata |                     |     |                            |
|        |                     |     |                            |
| 18-05  | Blu Pesaro - Cervia | 1-3 | 29-27, 11-25, 17-25, 16-25 |
| 17-05  | Roma 7 - Grosseto   | 3-1 | 20-25, 34-32, 25-18, 25-23 |

| Ritorno |                     |     |                            |
|         |                     |     |                            |
| 24-05   | Cervia - Blu Pesaro | 3-0 | 25-20, 25-21, 25-22        |
| 24-05   | Grosseto - Roma 7   | 1-3 | 29-27, 23-25, 18-25, 16-25 |

## Verdetti

### Squadre promosse
- Assitec
- Bellusco
- Brembo
- Callipo
- Cerea
- Cerignola
- CUS Torino
- Flero
- Florens Vigevano
- Leonessa Altamura
- Peschiera
- San Damaso
- San Feliciano
- San Vito
- Savino Del Bene II
- Trestina

### Squadre retrocesse
- AGIL II
- Agrate
- Alsenese
- Ancis Villaricca
- Arcobaleno Venegono
- Audax Quartucciu
- Basilisco
- Bergamo 1991 II
- Blu Pesaro
- Bluvolley Padova
- Busnago
- Cagliero
- Celle Varazze
- Chianti
- CUS L'Aquila
- CUS Pavia
- Cutrofiano
- Davis 2C 2003
- Ezzelina Carinatese

- Fusion
- Grosseto
- Ius Arezzo
- Juvolley
- Lazzate
- Megavolley II
- Milano 66
- Orgiano
- Pescara 3
- Pomezia
- Priverno
- Reghion
- River 2001
- San Martino (RE)
- Saracena
- Torresi
- Valdarninsieme
- Virtus Trieste
- Volleyrò